# لیو گائویانگ
لیو گائویانگ (انگلیسی: Liu Gaoyang؛ زادهٔ ۱۳ ژوئن ۱۹۹۶) یک بازیکن تنیس روی میز اهل جمهوری خلق چین است.